# Parexocoetus
Parexocoetus is een geslacht van straalvinnige vissen uit de familie van vliegende vissen (Exocoetidae). Het geslacht is voor het eerst wetenschappelijk beschreven in 1866 door Bleeker.

## Soorten
- Parexocoetus brachypterus (Richardson, 1846)
- Parexocoetus hillianus (Gosse, 1851)
- Parexocoetus mento (Valenciennes, 1847)